# The Biographical Encyclopedia of Astronomers
The Biographical Encyclopedia of Astronomers (BEA) – dwutomowy słownik biograficzny. Pierwsze wydanie miało miejsce w 2007 roku. Słownik zawiera biografie astronomów z wszystkich regionów geograficznych świata od starożytności do 1918. Zawiera około 1550 biogramów napisanych przez 400 autorów.
Encyklopedia została wydana w formie drukowanej, jak i elektronicznej. Wydawcą publikacji jest Springer Science+Business Media.